# Fred Koch
Fred Chase Koch /ˈkoʊk/, född 23 september 1900 i Quanah i Texas, död 17 november 1967 i Bear River City i Box Elder County i Utah, var en amerikansk företagsledare som var grundaren till den globala industriella konglomeratet Koch Industries, Inc. och medgrundare till den paleokonservativa organisationen John Birch Society. Han var far till miljardärerna Bill Koch, Charles Koch och David Koch.
Han avlade en kandidatexamen i kemiteknik vid Massachusetts Institute of Technology (MIT).